# SK Sturm Graz (Frauenfußball)
SK Sturm Graz ist ein Fußballverein aus Graz. Die Frauenfußballabteilung des SK Sturm Graz besteht seit Mai 2011 durch die Übernahme der Frauenfußballabteilung des FC Stattegg. Die erste Mannschaft spielt in der ÖFB Frauen-Bundesliga. Die zweite Mannschaft tritt in der 2. Liga Ost/Süd an.

## Geschichte

### Vorgeschichte
| 2004–2011 | 2004–2011                  | 2004–2011                  | 2004–2011                  | 2004–2011                  | 2004–2011                  | 2004–2011                  | 2004–2011                  |                            |
| Saison | Platz (Teiln.)             | Sp                         | S                          | U                          | N                          | Tore                       | Pkt.                       |                            |
| 2. Frauenliga Süd | 2. Frauenliga Süd          | 2. Frauenliga Süd          | 2. Frauenliga Süd          | 2. Frauenliga Süd          | 2. Frauenliga Süd          | 2. Frauenliga Süd          | 2. Frauenliga Süd          |                            |
| --- | -------------------------- | -------------------------- | -------------------------- | -------------------------- | -------------------------- | -------------------------- | -------------------------- | -------------------------- |
| 2004/05 | keine Information gefunden | keine Information gefunden | keine Information gefunden | keine Information gefunden | keine Information gefunden | keine Information gefunden | keine Information gefunden | keine Information gefunden |
| 2005/06 1 | 05. (8)                    | 14                         | 07                         | 0                          | 07                         | 14:22                      | 16                         |                            |
| 2006/07 2 | 07. (8)                    | 14                         | 02                         | 01                         | 11                         | 17:52                      | 07                         |                            |
| 2007/08 2 | 02. (8)                    | 18                         | 12                         | 01                         | 05                         | 107:23                     | 37                         |                            |
| 2008/09 3 | 01. (7)                    | 12                         | 12                         | 0                          | 0                          | 62:02                      | 36                         |                            |
| ÖFB Frauen-Bundesliga |                            |                            |                            |                            |                            |                            |                            |                            |
| 2009/10 | 00. (10)                   | 0                          | 0                          | 0                          | 0                          | 00:0                       | 0                          |                            |
| 2009/10 | 04. (5)                    | 08                         | 02                         | 01                         | 05                         | 14:24                      | 11                         |                            |
| 2010/11 | 10. (10)                   | 18                         | 03                         | 01                         | 14                         | 24:68                      | 10                         |                            |
| Legende |                            |                            |                            |                            |                            |                            |                            |                            |
| | Aufstieg                   |                            |                            |                            |                            |                            |                            |                            |
| | Abstieg                    |                            |                            |                            |                            |                            |                            |                            |
| 1 2005/06: Die 2. Mannschaft des LUV Graz spielte in der 2. Division Süd. 2 2006/07 u. 2007/08: Die Mannschaft spielt in dieser Saison unter den Namen Schönberger LUV 1b. 3 2008/09: Saison wurde als FC Stattegg gespielt |                            |                            |                            |                            |                            |                            |                            |                            |

Die 2. Frauenmannschaft von LUV Graz spielte in der Saison 2005/06 in der 2. Frauenliga Süd und belegte dort den 5. Platz. In den folgenden zwei Saisonen spielte die Mannschaft unter dem Namen Schönberger LUV, bevor die Mannschaft des FC Stattegg trotz Protest der Spielerinnen übernommen wurde.

### Spielgemeinschaft mit FC Stattegg
| 2011 – heute                                                                                                   | 2011 – heute          | 2011 – heute          | 2011 – heute          | 2011 – heute          | 2011 – heute          | 2011 – heute          | 2011 – heute          |
| Saison | Platz (Teiln.)        | Sp                    | S                     | U                     | N                     | Tore                  | Pkt.                  |
| 2. Frauenliga Ost/Süd                                                                                          | 2. Frauenliga Ost/Süd | 2. Frauenliga Ost/Süd | 2. Frauenliga Ost/Süd | 2. Frauenliga Ost/Süd | 2. Frauenliga Ost/Süd | 2. Frauenliga Ost/Süd | 2. Frauenliga Ost/Süd |
| --- | --------------------- | --------------------- | --------------------- | --------------------- | --------------------- | --------------------- | --------------------- |
| 2011/12 1 | 04. (12)              | 22                    | 13                    | 04                    | 05                    | 62:32                 | 43                    |
| 2012/13 | 02. (12)              | 22                    | 18                    | 02                    | 02                    | 97:12                 | 54                    |
| ÖFB Frauen-Bundesliga                                                                                          |                       |                       |                       |                       |                       |                       |                       |
| 2013/14 | 08. (10)              | 18                    | 04                    | 02                    | 12                    | 13:54                 | 14                    |
| 2014/15 2 | 03. (10)              | 18                    | 09                    | 04                    | 05                    | 31:25                 | 31                    |
| 2015/16 | 02. (10)              | 18                    | 12                    | 04                    | 02                    | 48:16                 | 40                    |
| 2016/17 | 02. (10)              | 18                    | 12                    | 03                    | 03                    | 54:18                 | 39                    |
| 2017/18 | 03. (10)              | 18                    | 11                    | 04                    | 03                    | 45:16                 | 37                    |
| 2018/19 | 02. (10)              | 18                    | 15                    | 01                    | 02                    | 56:19                 | 46                    |
| Legende |                       |                       |                       |                       |                       |                       |                       |
| | Aufstieg              |                       |                       |                       |                       |                       |                       |
| 1 2011/12: Saison wurde als SG SK Sturm Graz Damen / Stattegg gespielt 2 2014/15: Umbenennung in SK Sturm Graz |                       |                       |                       |                       |                       |                       |                       |

Die bereits seit Jahren geplante und ab 2011 bestehende Damen-Fußballmannschaft begann in der 2. Liga Ost/Süd unter dem Namen SK Sturm Graz Damen / Stattegg. Ihre Heimspiele trugen die Damen auf dem Fußballplatz Stattegg aus. Der Altersdurchschnitt in der Saison 2011/12 liegt bei 20 Spielerinnen im Kader bei 19,25 Jahren, wobei die drei ältesten Spielerinnen das Durchschnittsalter bereits um zwei Jahre anheben. Ab der Saison 2012/13 fanden die Heimspiele in Messendorf statt. Im Juni 2013 wurde der Aufstieg in die ÖFB-Damenbundesliga fixiert. Am 3. November 2013 schafften die Sturm-Damen im ersten Grazer Stadtderby der Damen-Geschichte einen 6:2-Sieg gegen LUV Graz. Als Trainer agiert der ehemalige Bundesliga-Profi Markus Hiden.
In der Saison 2014/2015 belegten die Damen in der Abschlusstabelle den 3. Platz. In der Österreichische Fußball-Frauenmeisterschaft 2015/16 wurde die Spielgemeinschaft Vizemeister und qualifizierte sich erstmals für die UEFA Women’s Champions League.

### SK Sturm Graz
Als SK Sturm Graz nahm das Team am Sechzehntelfinale der UEFA Women’s Champions League 2016/17 teil und unterlag im ersten Spiel dem FC Zürich Frauen. In der Bundesligasaison 2016/17 erreichte die Mannschaft erneut den zweiten Platz und konnte damit an der Qualifikation zur UEFA Women’s Champions League 2017/18 teilnehmen. Im Turnier in Nikosia kam das Team auf den zweiten Platz und erreichte die Finalrunde nicht.
Im Juni 2023 wurde der Wechsel von Sargon Duran zur Frauenfußballabteilung des SK Sturm Graz bekannt, wo er Anfang Juli 2023 Christian Lang als Cheftrainer nachfolgen soll.

#### Kader Saison 2024/25
Stand: 15. Oktober 2024
| 01 | Lourdes Romero   | Deutschland Spanien |
| 21 | Vanessa Gritzner | Osterreich          |

| 02 | Victoria Glabonjat     | Osterreich  |
| 04 | Laura Petersen         | Danemark    |
| 05 | Camilla Nielsen        | Danemark    |
| 19 | Stefanie Großgasteiger | Osterreich  |
| 25 | Laura Riesenbeck       | Deutschland |
| 26 | Leonie Tragl           | Osterreich  |
| 27 | Elisabeth Brandl       | Osterreich  |

| 07 | Rebecca Villena y Scheffler | Schweiz    |
| 08 | Julia Keutz                 | Osterreich |
| 11 | Ružica Krajinović           | Kroatien   |
| 15 | Sophie Maierhofer           | Osterreich |
| 17 | Lena Breznik                | Osterreich |
| 18 | Anna Wirnsberger            | Osterreich |
| 28 | Marie Spieß                 | Osterreich |

| 09 | Pauline Deutsch | Deutschland       |
| 10 | Laura Krumböck  | Osterreich        |
| 14 | Sandra Jakobsen | Schweden          |
| 29 | Modesta Uka     | Kosovo Osterreich |

### Trainer
Trainer der Kampfmannschaft seit 2012
| - 1. Juli 2012 – 30. Juni 2013: Josef Glauninger - ab 1. Juli 2013: Markus Hiden - Christian Lang - ab 1. Juli 2023: Sargon Duran |

### Sportliche Leitung
Sportliche Leitung der Kampfmannschaft seit 2011:
| - seit 1. Juli 2011: Mario Karner |

## Zweite Mannschaft
Die 2. Frauenmannschaft des SK Sturm Graz spielt in der Future League.

## Titel und Erfolge
- 2 × Meister der 2. Frauenliga: 2008/09, 2012/13

### Europapokalbilanz
| Saison  | Wettbewerb                    | Runde                                     | Gegner             | Gesamt          | Hin           | Rück    |
| ------- | ----------------------------- | ----------------------------------------- | ------------------ | --------------- | ------------- | ------- |
| 2016/17 | UEFA Women’s Champions League | Sechzehntelfinale                         | FC Zürich Frauen   | 0:9             | 0:6 (H)       | 0:3 (A) |
| 2017/18 | UEFA Women’s Champions League | Qualifikation                             | FC Noroc Nimoreni  | 4:0             | 4:0 (N)       |         |
| 2017/18 | UEFA Women’s Champions League | Qualifikation                             | FC NSA Sofia       | 3:1             | 3:1 (N)       |         |
| 2017/18 | UEFA Women’s Champions League | Qualifikation                             | Apollon Limassol   | 1:4             | 1:4 (A)       |         |
| 2019/20 | UEFA Women’s Champions League | Qualifikation                             | Sporting Braga     | 0:2             | 0:2 (N)       |         |
| 2019/20 | UEFA Women’s Champions League | Qualifikation                             | FK RFS             | 4:0             | 4:0 (A)       |         |
| 2019/20 | UEFA Women’s Champions League | Qualifikation                             | Apollon Limassol   | 2:7             | 2:7 (N)       |         |
| 2022/23 | UEFA Women’s Champions League | 1. Qualifikationsrunde (HF)               | Real Madrid        | 0:6             | 0:6 (A)       |         |
| 2022/23 | UEFA Women’s Champions League | 1. Qualifikationsrunde (Spiel um Platz 3) | FC Tomiris-Turan   | 5:1             | 5:1 (N)       |         |
| 2023/24 | UEFA Women’s Champions League | 1. Qualifikationsrunde (HF)               | FC Twente Enschede | 0:6             | 0:6 (A)       |         |
| 2023/24 | UEFA Women’s Champions League | 1. Qualifikationsrunde (Spiel um Platz 3) | UMF Stjarnan       | 0:0 (6:7 i. E.) | 0:0 n. V. (N) |         |

Gesamtbilanz: 12 Spiele, 4 Siege, 1 Unentschieden, 7 Niederlagen, 19:36 Tore (Tordifferenz −17)